# Konrad Engelbert Oelsner
Konrad Engelbert Oelsner (* 11. Mai 1764 in Goldberg in Schlesien; † 18. Oktober 1828 in Paris) war ein deutscher politischer Publizist zur Zeit der Französischen Revolution.
Die aufgeklärte und politisch interessierte Öffentlichkeit in Deutschland verdankte damals seiner kritischen Chronistentätigkeit vor Ort einen Großteil ihrer Kenntnis von den revolutionären Ereignissen im Nachbarland. Oelsner hatte, zum Teil freundschaftlichen, Kontakt zu vielen Intellektuellen und politisch handelnden Zeitgenossen in Frankreich, Deutschland und der Schweiz.

## Leben
Oelsner wuchs als Kaufmannssohn in einem vom Geist der späten Aufklärung geprägten, bildungsbürgerlichen Elternhaus auf. Nach seiner Schulzeit in Liegnitz begann er 1781 mit dem Studium der Rechtswissenschaften in Frankfurt (Oder). Er entdeckte jedoch sehr bald sein Interesse an historischen und philosophischen Fragen. Nebenher betrieb er auch Studien in Mathematik und Medizin. Nach kurzer Tätigkeit als Hauslehrer brach er 1787 sein Studium ab. Über Wien reiste er in die Schweiz, wo er vom Beginn der Französischen Revolution erfuhr. Im Juli 1790 traf er in Paris ein und schon bald verkehrte er in den Kreisen der dort weilenden deutschen Revolutionsanhänger und pflegte ebenso Kontakte mit den französischen Revolutionären. Die Ereignisse brachten es mit sich, dass er sich von nun an intensiv als politischer Schriftsteller betätigte und seine Hauptaufgabe darin sah, seinen deutschsprachigen Landsleuten ein möglichst authentisches Bild der Ereignisse als Augenzeuge zu vermitteln.
Oelsner besuchte politische Versammlungen und wurde sogar als „étranger“ (Ausländer) Mitglied des Jakobinerklubs, an dessen Sitzungen er bis 1792 regelmäßig teilnahm. Durch die Vermittlung des ebenfalls 1790 in Paris weilenden Oldenburger Juristen und Schriftstellers Gerhard Anton von Halem sollte eine Berichterstattung in Wielands Neuem Teutschen Merkur zustande kommen, scheiterte aber, da Oelsner nicht bereit war, dem wachsenden Druck deutscher Zensur nachzugeben. Dabei versuchte er, sich mit Hilfe der Bekanntschaften, die er mit den Aktivisten der Revolution geschlossen hatte, aus eigener Anschauung seine Meinung über die politische Lage zu bilden, die er in seinen Berichten und Aufzeichnungen aus der Perspektive des kritischen Sympathisanten beurteilte und kommentierte. Dabei hielt er stets an den Ideen der Aufklärung fest, nahm aber in den meisten Fragen eine eher liberale als radikale Haltung ein. Dadurch rückte er politisch in die Nähe der Girondisten. Die Folgen seiner kritischen Distanz gegenüber der jakobinischen Diktatur und Terrorherrschaft bekam er bald am eigenen Leib zu spüren, als er 1793 mehrmals kurzfristig verhaftet wurde. Es gelang ihm jedoch zunächst, sich gemeinsam mit Freunden in der Schweiz in Sicherheit zu bringen.
Während seines Aufenthalts in der Schweiz hielt Oelsner engen Kontakt mit Kreisen liberal Gesinnter. Er begegnete dort auch dem jungen Philosophen Hegel, der seine Kenntnisse über die Revolution in Frankreich im Wesentlichen Oelsners Beiträgen in der Zeitschrift Minerva. Ein Journal für Geschichte, Politik und Literatur verdankte. Selbst in der Schweiz jedoch war Oelsner Bespitzelungen, diesmal durch die preußische Geheimpolizei, ausgesetzt, weil er mehrmals nach Frankreich reiste, wo mittlerweile die Jakobinerdiktatur gestürzt und führende Revolutionäre aus dem Kreis um Maximilien de Robespierre und Antoine de Saint-Just hingerichtet worden waren. Oelsner blieb vom Mai bis August 1795 in Paris. Nach verschiedenen Reisen, darunter erneut in die Schweiz, kehrte er 1796 gemeinsam mit dem Publizisten Heinrich Zschokke nach Paris zurück. Währenddessen schrieb Oelsner für Paul Usteris politische Zeitschrift Klio sowie für Ludwig Ferdinand Hubers Zeitschrift Friedenspräliminarien und beschäftigte sich mit der Biographie und der Herausgabe und Übersetzung der Werke seines Freundes Emmanuel Joseph Sieyès, des Verfassers der berühmten Kampfschrift Was ist der Dritte Stand?. Sieyès versuchte vergeblich, Oelsner zur Tätigkeit in der politischen Administration Frankreichs zu bewegen. Stattdessen trat dieser 1796 für kurze Zeit in den diplomatischen Dienst der Freien Reichsstadt Frankfurt am Main und Bremens, deren Interessen er beim Französischen Direktorium vertrat.
Wegen seiner bei aller kritischen Distanz doch eindeutigen Parteinahme für die politischen Zielsetzungen der Französischen Revolution und wegen seiner "jakobinischen Philosophie" war Oelsner der Geheimpolizei in Preußen ein Dorn im Auge. Nach langer, aufwendiger Bespitzelung wurde er bei einer Reise in seine schlesische Heimat 1798 in dem zu Preußen gehörenden Goldberg verhaftet. Nur durch die Vermittlung von Sieyès, der in der Zwischenzeit französischer Gesandter in Berlin geworden war, und der französischen Regierung in Paris kam er Ende 1798 wieder unter der Bedingung frei, nie wieder preußischen Boden zu betreten. 1799 beantragte er daraufhin die französische Staatsbürgerschaft und ging nach Paris ins Exil.
Dadurch war für Oelsner eine paradoxe Situation entstanden. Der Wunsch, Bürger eines Landes zu werden, in dem die Ideen der Aufklärung verwirklicht werden sollten, erfüllte sich in einem Augenblick, als er bereits völlig illusionslos erkannt hatte, dass diese Bestrebungen in seinem Sinne gescheitert waren. Unter der Herrschaft Napoleons zog er sich aus der Politik zurück und schrieb preisgekrönte historische Abhandlungen über die Kreuzzüge und die Entstehung des Islam (Mahomed). Als sich im Zuge der Befreiungskriege in Preußen das politische Klima im Zusammenhang mit den Reformen Steins und Hardenbergs gewandelt hatte, beteiligte Oelsner sich bis 1817 noch an dem Projekt einer deutschen Bundeszeitung (Die Bundeslade), die nach zwei Nummern aber ihr Erscheinen einstellen musste.
Oelsner wurde zwar in den preußischen Staatsdienst aufgenommen, fristete aber bis zu seiner vorzeitigen Pensionierung 1824 sein Leben an der preußischen Botschaft in Paris als Legationsrat, wobei er sich als „fünftes Rad am Wagen“ vorkam.
Durch den Tod seiner Frau und seiner Tochter deprimiert, zog er sich auch aus dem gesellschaftlichen Leben resigniert und krank zurück und pflegte bis zu seinem Tod im Jahr 1828 nur noch den Briefkontakt mit einigen Gleichgesinnten (darunter z. B. Rahel Varnhagen).
Oelsners bleibendes Verdienst war es, zu einem weltgeschichtlich entscheidenden Zeitpunkt seinen Zeitgenossen als ein um Objektivität bemühter Berichterstatter gedient zu haben. Sein Schicksal als politisch heimatloser und von den Geschehnissen umgetriebener Streiter für eine freie und gerechte Gesellschaft dürfte für nicht wenige seiner Zeitgenossen repräsentativ gewesen sein.

## Werke
- Luzifer oder Gereinigte Beiträge zur Geschichte der Französischen Revolution (1797-1799). In Auswahl unter dem Originaltitel neu herausgegeben von Werner Greiling. Reclam, Leipzig 1987 und Fischer Taschenbuch, Frankfurt am Main 1988.
- Bruchstücke aus den Papieren eines Augenzeugen und unparteiischen Beobachters der Französischen Revolution. Nachdruck der Ausgabe von 1794. Hansebooks, Norderstedt 2016. ISBN 978-3-7428-9620-9
- Des Effets de la Religion de Mahomet, pendant les trois premiers siècles de sa fondation, sur l'esprit, les moeurs et le gouvernement des peuples chez lesquels cette religion s'est établie. Schoell, Paris 1810. (Digitalisat)
  - deutsche Ausgabe: Mahomed. Darstellung des Einflusses seiner Glaubenslehre auf die Völker des Mittelalters. Eine Preisschrift (…), Frankfurt am Main 1810

Als Herausgeber und Übersetzer:
- Emmanuel Joseph Sieyès: Politische Schriften. 2 Bände, Leipzig 1796
- Die Bundeslade (Zeitschrift), Frankfurt 1817 – die Beiträge Oelsners erschienen darin anonym

Ferner existieren zahlreiche Briefe des Autors an namhafte Zeitgenossen (zum Beispiel an Rahel Varnhagen).